# 七尾自動車学校
座標: 北緯37度1分16秒 東経136度57分59秒 / 北緯37.02111度 東経136.96639度
七尾自動車学校（ななおじどうしゃがっこう）は、有限会社七尾自動車教習所が運営する石川県七尾市にある自動車教習所（指定自動車教習所）である。

## 概要
13,000平方メートルの敷地内に講習施設、コースがあり、そのほか合宿受講者用に宿泊施設「ブッブーイン」が設置されている。

## 所在地
- 石川県七尾市古府町南谷21番地

## 取扱免許の種類
- 普通自動車第一種運転免許（MT車およびAT限定）
- 普通自動車第二種運転免許（MT車およびAT限定）
- 普通自動二輪車（普通二輪および小型限定）
- 中型自動車第一種運転免許
- 大型特殊車第一種運転免許

## 交通アクセス
- バス

七尾駅（JR七尾線・のと鉄道七尾線）からスクールバス発着、約10分。

## 歴史
- 1962年（昭和37年） - 開校。